# Matt Russell
Matt Russell (* 19. März 1983 in Lisbon als Matthew John Russell) ist ein Duathlet und Triathlet aus den Vereinigten Staaten und Ironman-Sieger (2012, 2019). Er wird in der Bestenliste US-amerikanischer Triathleten auf der Ironman-Distanz geführt.

## Werdegang
Matt Russell studierte an der University of New Hampshire. Während seiner Studienzeit war er im Laufsport tätig und später wechselte Matthew über den Duathlon 2010 zum Triathlon.

### Profi-Triathlet seit 2011
Matt Russell startet seit 2011 als Profi-Athlet und lebt seit Ende 2011 mit seiner Frau  und ihrem gemeinsamen Sohn in Scottsdale. Im August 2012 holte er sich in Canada seinen ersten Ironman-Sieg.

### Ironman Hawaii 2017
2017 konnte sich der damals 34-Jährige zum sechsten Mal in Folge für einen Startplatz beim Ironman Hawaii qualifizieren. Im Rennen im Oktober wurde er auf der Radstrecke in einen Unfall mit einem Auto verwickelt und dabei schwer verletzt.
Beim Ironman Hawaii 2018 belegte er den sechsten Rang.
Im Juli 2019 holte er sich beim Ironman USA in Lake Placid seinen zweiten Ironman-Sieg.

## Sportliche Erfolge
| Datum/Jahr    | Rang | Wettbewerb              | Austragungsort       | Zeit     | Bemerkung                         |
| ------------- | ---- | ----------------------- | -------------------- | -------- | --------------------------------- |
| 30. Okt. 2021 | 20   | Ironman 70.3 California | Oceanside            | 04:09:21 |                                   |
| 5. Juni 2016  | 1    | Ironman 70.3 Raleigh    | Raleigh              | 03:52:34 |                                   |
| 10. Juni 2012 | 63   | Eagleman Ironman 70.3   | Cambridge (Maryland) | 04:29:58 | hinter dem Sieger Craig Alexander |
| 6. Juni 2010  | 6    | Ironman 70.3 Mooseman   | Newfound             |          |                                   |

| Datum/Jahr    | Rang | Wettbewerb             | Austragungsort | Zeit     | Bemerkung                                                           |
| ------------- | ---- | ---------------------- | -------------- | -------- | ------------------------------------------------------------------- |
| 23. Apr. 2022 | 9    | Ironman Texas          | The Woodlands  | 08:21:59 | [ 4 ] [ 5 ]                                                         |
| 27. Juni 2021 | 5    | Ironman Coeur d’Alene  | Idaho          | 08:24:54 |                                                                     |
| 28. Juli 2019 | 1    | Ironman USA            | Lake Placid    | 08:27:57 |                                                                     |
| 13. Okt. 2018 | 6    | Ironman Hawaii         | Hawaii         | 08:04:45 |                                                                     |
| 19. Aug. 2018 | 3    | Ironman Mont-Tremblant | Québec         | 08:25:14 |                                                                     |
| 14. Okt. 2017 | DNF  | Ironman Hawaii         | Hawaii         | –        | Unfall auf der Raddistanz                                           |
| 27. Nov. 2016 | 2    | Ironman Mexico         | Cozumel        | 08:04:24 | persönliche Bestzeit auf der Ironman-Distanz                        |
| 14. Mai 2016  | 2    | Ironman Texas          | The Woodlands  | 07:21:56 | Austragung des Rennens auf verkürztem Radkurs (94 statt 112 Meilen) |
| 20. Feb. 2016 | 3    | Challenge Wanaka       | Wanaka         |          |                                                                     |
| 29. Nov. 2015 | 2    | Ironman Mexico         | Cozumel        | 08:14:10 | Zweiter mit einer Marathon-Zeit von 2:47:49 h                       |
| 26. Juli 2015 | 7    | Ironman Canada         | Whistler       |          |                                                                     |
| 26. Juni 2015 | 8    | Ironman Coeur d’Alene  | Idaho          |          |                                                                     |
| 17. Mai 2014  | 2    | Ironman Texas          | The Woodlands  | 08:14:53 | mit neuer persönlicher Bestzeit auf der Ironman-Distanz             |
| 30. März 2014 | 6    | Ironman Los Cabos      | Los Cabos      | 08:42:20 |                                                                     |
| 25. Aug. 2013 | 2    | Ironman Canada         | Penticton      |          |                                                                     |
| 23. Juni 2013 | 4    | Ironman Coeur d’Alene  | Idaho          | 08:40:26 |                                                                     |
| 26. Aug. 2012 | 1    | Ironman Canada         | Penticton      |          | qualifiziert für die Weltmeisterschaft                              |
| 18. Aug. 2012 | 3    | Ironman Mont-Tremblant | Québec         |          | bei der Erstaustragung in Kanada                                    |
| 24. Juni 2012 | 3    | Ironman Coeur d’Alene  | Idaho          |          |                                                                     |
| 20. Nov. 2011 | 12   | Ironman Arizona        | Tempe          | 08:29    | als bester US-Amerikaner                                            |
| 8. Okt. 2011  | 23   | Ironman Hawaii         | Hawaii         | 08:43    | als drittschnellster US-Amerikaner                                  |
| 25. Juli 2010 | 11   | Ironman USA            | Lake Placid    |          |                                                                     |

| Datum/Jahr    | Rang | Wettbewerb                       | Austragungsort | Zeit     | Bemerkung                                                                    |
| ------------- | ---- | -------------------------------- | -------------- | -------- | ---------------------------------------------------------------------------- |
| 24. Sep. 2011 | 5    | ITU Duathlon World Championships | Gijón          | 01:51:36 |                                                                              |
| 5. Sep. 2010  | 23   | ITU Duathlon World Championships | Edinburgh      | 01:58:18 | [ 6 ]                                                                        |
| 26. Sep. 2009 | 16   | ITU Duathlon World Championships | Concord        |          |                                                                              |
| 6. Sep. 2009  | 13   | Powerman Zofingen                | Zofingen       |          | Powerman-Weltmeisterschaft (10 km Laufen, 150 km Radfahren und 30 km Laufen) |
| 27. Sep. 2008 | 22   | ITU Duathlon World Championships | Rimini         | 01:53:33 | ITU Duathlon-Weltmeisterschaft auf der Kurzdistanz                           |

(DNF – Did Not Finish)